# Welcome to Rockville
Welcome to Rockville ist ein US-amerikanisches Rock- und Metal-Festival, das seit 2011 jährlich in Florida stattfindet. Veranstaltet wird das Festival von der Firma Danny Wimmer Presents, die auch die Festivals Aftershock, Chicago Open Air, Epicenter, Louder Than Life und viele andere veranstaltet. Das Festival begann als eintägige Veranstaltung und wurde 2013 auf zwei und 2015 auf drei Tage ausgedehnt. Nachdem das Festival in den Jahren 2016 und 2017 wieder über zwei Tage stattfand, kehrten die Veranstalter im Jahre 2018 auf drei Tage zurück. Ab dem Jahre 2020 sollte das Festival in Daytona Beach auf dem dortigen Daytona International Speedway stattfinden. Wegen der COVID-19-Pandemie fiel das Festival aus und wird erstmals im November 2021 am neuen Standort ausgetragen. Den Rekordbesuch verzeichnete das Festival im Jahre 2019, als 99.000 Zuschauer begrüßt wurden.

## Bands

### 2011
| Main Stage | Budweiser Stage                                                                                | Jägermeister Stage |
| --- | ---------------------------------------------------------------------------------------------- | --- |
| - Godsmack - Stone Sour - Seether - Theory of a Deadman - Puddle of Mudd - Skillet - Halestorm - Son of a Bad Man | - Cold - My Darkest Days - Cavo - Rev Theory - Art of Dying - Down Theory - Bleeding in Stereo | - Red Jumpsuit Apparatus - Revis - Fit for Rivals - Six Shot Revival - Mindslip - Viktr - Broken Trust - Manna Zen - Efen - In Whispers |

### 2012
| Main Stage 1                                                                       | Main Stage 2                                                                             |
| ---------------------------------------------------------------------------------- | ---------------------------------------------------------------------------------------- |
| - Korn - Evanescence - Halestorm - Trivium - Adelitas Way - Otherwise - Soulswitch | - Shinedown - Five Finger Death Punch - P.O.D. - Lacuna Coil - Art of Dying - Eye Empire |

### 2013
| 27. April                                                                             | |                                                                                    |
| Monster Energy Stage West                                                             | Monster Energy Stage East                                                                                    | Emerging Artists Stage                                                             |
| - Alice in Chains - Stone Sour - Papa Roach - Halestorm - All That Remains - Pop Evil | - Limp Bizkit - Three Days Grace - Bullet for My Valentine - Asking Alexandria - In This Moment - Young Guns | - Escape the Fate - Otherwise - Whitechapel - Gemini Syndrome - Hell or High Water |

| 28. April                                                              |                                                                                          | |
| Monster Energy Stage West                                              | Monster Energy Stage East                                                                | Emerging Artists Stage                                                                               |
| - Lynyrd Skynyrd - 3 Doors Down - Skillet - Filter - Saving Abel - Red | - Shinedown - Buckcherry - Hollywood Undead - Steel Panther - Nonpoint - Farewell 2 Fear | - Nothing More - Device - Motionless in White - Saliva - Girl on Fire - Soulswitch - Nebraska Bricks |

### 2014
| 26. April                                                                                                  |                                                                                    | |                                                                     |
| Monster Energy Stage West                                                                                  | Monster Energy Stage East                                                          | Jägermeister Stage                                                                                      | Ernie Ball Stage                                                    |
| - Avenged Sevenfold - A Day to Remember - Chevelle - Hellyeah - Adelitas Way - Rev Theory - Digital Summer | - The Cult - Volbeat - Alter Bridge - Chiodos - Middle Class Rut - Gemini Syndrome | - We Came as Romans - Memphis May Fire - Smile Empty Soul - Evergreen Terrace - Silvertung - World Gone | - Fozzy - Devour the Day - We as Human - Monster Truck - Cathercist |

| 27. April                                                                 |                                                                                        |                                                                    |                                                               |
| Monster Energy Stage West                                                 | Monster Energy Stage East                                                              | Jägermeister Stage                                                 | Ernie Ball Stage                                              |
| - Korn - Five Finger Death Punch - Seether - Sick Puppies - Within Reason | - Rob Zombie - Staind - Theory of a Deadman - Black Stone Cherry - The Pretty Reckless | - Motionless in White - Emmure - Lacuna Coil - Kyng - Ghost of War | - Trivium - Butcher Babies - Nothing More - Twelve Foot Ninja |

### 2015
| 24. April                                                                              |
| Jacksonville Landing Stage                                                             |
| - Hollywood Undead - Nonpoint - Avatar - 36 Crazyfists - World Gone - Scare Don’t Fear |

| 25. April                                                                        | |                                                                                     |                                                                                             |
| Monster Energy Main Stage                                                        | Jack Daniel’s Met Park Main Stage                                                                      | ReverbNation Stage                                                                  | Jägermeister Stage                                                                          |
| - Korn - Slayer - Halestorm - Of Mice & Men - Hollywood Undead - Stars in Stereo | - Marilyn Manson - Ministry - Queensrÿche - Scott Weiland and the Wildabouts - Nonpoint - Like a Storm | - Suicidal Tendencies - Testament - Exodus - Fozzy - Sons of Texas - Red Sun Rising | - The Devil Wears Prada - Periphery - Beartooth - Upon a Burning Body - Sangre - World Gone |

| 26. April                                                                      | |                                                                                               |                                                               |
| Monster Energy Main Stage                                                      | Jack Daniel’s Met Park Main Stage                                                                                      | ReverbNation Stage                                                                            | Jägermeister Stage                                            |
| - Slipknot - Papa Roach - The Pretty Reckless - In This Moment - We Are Harlot | - Godsmack - Slash feat. Myles Kennedy & The Conspirators - Breaking Benjamin - Motionless in White - Young Guns - ’68 | - All That Remains - Hatebreed - Butcher Babies - Starset - ReverbNation Band - Shattered Sun | - In Flames - Tremonti - Vamps - Islander - From Ashes to New |

### 2016
| 30. April                                                                                   |                                                                                         |                                                                                |                                                                                           |
| Monster Energy Righty Stage                                                                 | Monster Energy Lefty Stage                                                              | Metropolitan Stage                                                             | River Stage                                                                               |
| - Shinedown - Bring Me the Horizon - Pennywise - Bullet for My Valentine - Trivium - Wilson | - Disturbed - Sixx:A.M. - Hellyeah - Asking Alexandria - Red Sun Rising - Monster Truck | - 3 Doors Down - Collective Soul - Pop Evil - Candlebox - Filter - Lacey Sturm | - Escape the Fate - Crown the Empire - Enter Shikari - Miss May I - Cane Hill - Big Jesus |

| 1. Mai                                                                                      |                                                                                         |                                                                                                 |                                                         |
| Monster Energy Righty Stage                                                                 | Monster Energy Lefty Stage                                                              | Metropolitan Stage                                                                              | River Stage                                             |
| - Rob Zombie - A Day to Remember - Cypress Hill - P.O.D. - Sick Puppies - From Ashes to New | - ZZ Top - Megadeth - Sevendust - Yelawolf - Texas Hippie Coalition - The Glorious Sons | - Five Finger Death Punch - Lamb of God - Ghost - We Came as Romans - Memphis May Fire - Avatar | - Anthrax - Clutch - Parkway Drive - Issues - Beartooth |

### 2017
| 29. April | | |
| Monster Energy Stage | Metropolitan Stage                                                                                            | River Stage |
| - Soundgarden - The Offspring - Coheed and Cambria - Eagles of Death Metal - All That Remains - I Prevail - Goodbye June | - A Perfect Circle - Mastodon - The Pretty Reckless - Highly Suspect - Starset - Dinosaur Pile-Up - Badflower | - Pierce the Veil - In Flames - Frank Carter & The Rattlesnakes - Volumes - Royal Republic - As Lions - The Charm the Fury |

| 30. April |                                                                                               | |
| Monster Energy Stage                                                                                                  | Metropolitan Stage                                                                            | River Stage                                                                                         |
| - Def Leppard - Papa Roach - Three Days Grace - Of Mice & Men - The Dillinger Escape Plan - Nothing More - Rival Sons | - Chevelle - Seether - Alter Bridge - In This Moment - Motionless in White - Beartooth - Kyng | - Amon Amarth - Gojira - Every Time I Die - Attila - Sylar - Fire from the Gods - Cover Your Tracks |

### 2018
| 27. April                                                                                        |                                                                    |                                                                |
| Monster Energy Stage                                                                             | Metropolitan Stage                                                 | River Stage                                                    |
| - Ozzy Osbourne - Five Finger Death Punch - The Used - Underoath - Texas Hippie Coalition - MDFK | - Godsmack - Halestorm - Parkway Drive - Trivium - ’68 - Palisades | - Atreyu - Power Trip - Toothgrinder - Bad Wolves - Them Evils |

| 28. April |                                                                                                  | |
| Monster Energy Stage | Metropolitan Stage                                                                               | River Stage                                                                                              |
| - Avenged Sevenfold - Breaking Benjamin - Hollywood Undead - Black Veil Brides - Sevendust - Avatar - Tyler Bryant & The Shakedown | - Stone Sour - Stone Temple Pilots - Asking Alexandria - Pop Evil - Red Sun Rising - Joyous Wolf | - Andrew W.K. - Butcher Babies - Stick to Your Guns - Palaye Royale - He Is Legend - The Wild! - Yashira |

| 29. April                                                                                      |                                                                                         |                                                                     |
| Monster Energy Stage                                                                           | Metropolitan Stage                                                                      | River Stage                                                         |
| - Foo Fighters - Billy Idol - Bullet for My Valentine - Greta Van Fleet - Red Fang - The Bronx | - Queens of the Stone Age - Clutch - Thrice - Quicksand - The Sword - Fireball Ministry | - Baroness - Wolf Alice - Turnstile - The Fever 333 - Spirit Animal |

### 2019
| 3. Mai                                                                                             | |                                                                                              |
| Monster Energy Stage                                                                               | Metropolitan Stage                                                                                     | River Stage                                                                                  |
| - Korn - Chevelle - Flogging Molly - Tom Morello - Hyro the Hero - Hands Like Houses - Dirty Honey | - Evanescence - The Crystal Method - Killswitch Engage - Beartooth - Light the Torch - Amigo the Devil | - Circa Survive - Mark Lanegan Band - Black Pistol Fire - Wilson - Demob Happy - Cleopatrick |

| 4. Mai                                                                                                   |                                                                     |                                                                 |
| Monster Energy Stage                                                                                     | Metropolitan Stage                                                  | River Stage                                                     |
| - Rob Zombie - Shinedown - In This Moment - Black Label Society - The Damned Things - Dead Girls Academy | - Judas Priest - The Cult - Skillet - Tremonti - Badflower - Crobot | - Yelawolf - Zeal & Ardor - Wage War - Movements - Boston Manor |

| 5. Mai                                                                                             |                                                                           |                                                                 |
| Monster Energy Stage                                                                               | Metropolitan Stage                                                        | River Stage                                                     |
| - Tool - Bring Me the Horizon - The Interrupters - Fever 333 - Yungblud - The Glorious Sons - Hyde | - Incubus - Papa Roach - The Struts - Reignwolf - Dorothy - The Dirty Nil | - Meshuggah - Architects - Grandson - While She Sleeps - Shvpes |

### 2020
Das Festival wurde wegen der COVID-19-Pandemie abgesagt.

### 2021
| 11. November                                                               | |                                                                    |
| Monster Energy Stage                                                       | Metropolitan Stage                                                                                              | River Stage                                                        |
| - Slipknot - Gojira - Spiritbox - Dead Sara - Nascar Aloe - Blame My Youth | - A Day to Remember - Stone Temple Pilots - Jeris Johnson - Brass Against - Siiickbrain - Contracult Collective | - Cypress Hill - Grandson - Dorothy - Teenage Wrist - Dana Dentata |

| 12. November                                                                  |                                                                               |                                                                             |
| Monster Energy Stage                                                          | Metropolitan Stage                                                            | River Stage                                                                 |
| - Metallica - Chevelle - Wage War - Ayron Jones - Zero 9:36 - Ego Kill Talent | - Rob Zombie - Pennywise - Starset - Amigo the Devil - Hyro the Hero - Tallah | - Social Distortion - Beartooth - Ice Nine Kills - Bad Omens - Austin Meade |

| 13. November                                                                                |                                                                                          |                                                                 |
| Monster Energy Stage                                                                        | Metropolitan Stage                                                                       | River Stage                                                     |
| - Disturbed - Lamb of God - Atreyu - Crown the Empire - All Good Things - Dead Poet Society | - The Offspring - Asking Alexandria - Badflower - Sick Puppies - Joyous Wolf - Brkn Love | - Staind - Fever 333 - Gwar - 3Teeth - Fame on Fire - Reach NYC |

| 14. November                                                                              |                                                                                                  |                                                                           |
| Monster Energy Stage                                                                      | Metropolitan Stage                                                                               | River Stage                                                               |
| - Metallica - Mastodon - Sleeping with Sirens - Jelly Roll - Goodbye June - Hero the Band | - Lynyrd Skynyrd - Anthrax - Code Orange - Fire from the Gods - Alien Weaponry - Survive the Sun | - Mudvayne - Falling in Reverse - Dance Gavin Dance - The Warning - Avoid |

### 2022
| 18. Mai           |              |                   |                                                             |
| Space Zebra Stage | Octane Stage | Rockvillain Stage | Dwprents Stage                                              |
|                   |              |                   | - Steel Panther - Moon Tooth - Cold Kingdom - Crooked Teeth |

| 19. Mai                                                                |                                                                                      |                                                                               |                                                                                   |
| Space Zebra Stage                                                      | Octane Stage                                                                         | Rockvillain Stage                                                             | Dwprents Stage                                                                    |
| - Kiss - Papa Roach - Black Label Society - Mammoth WVH - Fuel - Plush | - Five Finger Death Punch - In This Moment - Clutch - Bad Wolves - Tetrarch - Widow7 | - Down - Ill Niño - Shaman’s Harvest - Gemini Syndrom - Oxymorrons - Moodring | - The Sword - Bad Omens - Redlight King - Devil’s Cut - Post Profit - As You Were |

| 20. Mai                                                            |                                                                                          | |                                                                                               |
| Space Zebra Stage                                                  | Octane Stage                                                                             | Rockvillain Stage                                                                                       | Dwprents Stage                                                                                |
| - Korn - Megadeth - Ministry - Baroness - Blacktop Mojo - Diamante | - Breaking Benjamin - Seether - Skillet - Sevendust - Ded - Giovannie and the Hired Guns | - Underoath - Red - Tyler Bryant & The Shakedown - Stick to Your Guns - Death Tour - Archetypes Collide | - We Came as Romans - Whitechapel - Mike’s Dead - Extinction A.D. - Young Other - As You Were |

| 21. Mai                                                                                            |                                                                              |                                                                                    | |
| Space Zebra Stage                                                                                  | Octane Stage                                                                 | Rockvillain Stage                                                                  | Dwprents Stage                                                                                      |
| - Guns n’ Roses - Rise Against - Jerry Cantrell - Dirty Honey - Saint Asonia - Against the Current | - Shinedown - Bush - Nothing More - Alexisonfire - The Violent - John Harvie | - In Flames - John 5 - Sick of It All - Agnostic Front - S8nt Elektric - Afterlife | - Crown the Empire - The Word Alive - Stitched Up Heart - Saul - A River Runs Thru It - As You Were |

| 22. Mai                                                                                     |                                                                                    |                                                                        |                                                                              |
| Space Zebra Stage                                                                           | Octane Stage                                                                       | Rockvillain Stage                                                      | Dwprents Stage                                                               |
| - Nine Inch Nails - Porno for Pyros - The Pretty Reckless - Poppy - The Chats - Lilith Czar | - The Smashing Pumpkins - Halestorm - The Struts - Spiritbox - Radkey - Superbloom | - The Hu - Bones UK - Poorstacy - Motor Sister - The Mysterines - Aeir | - Escape the Fate - Lacey Sturm - Crobot - Indio Ink - Nvrless - As You Were |

### 2023
| 17. Mai           |              |                   |                                                                                         |
| Space Zebra Stage | Octane Stage | Rockvillain Stage | Dwprents Stage                                                                          |
|                   |              |                   | - Hatebreed - The Word Alive - Catch Your Breath - Conquer Divide - Feast for the Crows |

| 18. Mai                                                                                     |                                                                                         |                                                                                     |                                                                            |
| Space Zebra Stage                                                                           | Octane Stage                                                                            | Rockvillain Stage                                                                   | Dwprents Stage                                                             |
| - Slipknot - The Cult - Bullet for My Valentine - Avatar - Brutus - Bloodwood - Silly Goose | - Rob Zombie - Puscifer - Trivium - Black Stone Cherry - Austin Meade - Rain City Drive | - Suicidal Tendencies - Band-Maid - Stray from the Path - Vended - Wargasm - Widow7 | - Converge - Rivals - Malevolence - Budderside - Conquer Divide - Nevertel |

| 19. Mai                                                                                 |                                                                                                 |                                                                                     |                                                                                |
| Space Zebra Stage                                                                       | Octane Stage                                                                                    | Rockvillain Stage                                                                   | Dwprents Stage                                                                 |
| - Avenged Sevenfold - Hardy - Motionless in White - Badflower - The Warning - Tigerclub | - Evanescence - I Prevail - Sleeping with Sirens - Ayron Jones - Tuk Smith & The Restless Heart | - Memphis May Fire - Bones UK - Born of Osiris - Mothica - Ryan Oakes - Until I Die | - From Ashes to New - Varials - Tallah - Slay Squad - Bastardane - As You Were |

| 20. Mai                                                                              |                                                                           |                                                                                 | |
| Space Zebra Stage                                                                    | Octane Stage                                                              | Rockvillain Stage                                                               | Dwprents Stage                                                                                                 |
| - Pantera - Alice Cooper - Jason Bonham - Rival Sons - The Bronx - Dead Poet Society | - Godsmack - Chevelle - Alter Bridge - Pop Evil - Zero 9:36 - The Violent | - Knocked Loose - Suicide Silence - Poorstacy - Ho99o9 - Dayseeker - Hammerhedd | - Yelawolf presets: Sometimes Y - Sepultura - Maylene and the Sons of Disaster - Kreator - Starcrawler - Ottto |

| 21. Mai                                                              |                                                                                      |                                                                   |                                                                                                 |
| Space Zebra Stage                                                    | Octane Stage                                                                         | Rockvillain Stage                                                 | Dwprents Stage                                                                                  |
| - Tool - Incubus - The Mars Volta - Grandson - Anti-Flag - Holy Wars | - Deftones - Coheed and Cambria - Pennywise - Senses Fail - Nova Twins - Point North | - Ghostemane - Sueco - Filter - Angel Dust - Bob Vylan - Reddstar | - Deafheaven - Attila - nothing, nowhere. - Capital Theatre - Uncured - The American Love Story |

### 2024
| 9. Mai                                                                                      |                                                                            | |                                                                                                   |                                                                                                   |
| Apex Stage                                                                                  | Octane Drift Stage                                                         | Inferno Stage | Vortex Stage                                                                                      | Garage Stage                                                                                      |
| - Mötley Crüe - Judas Priest - Anthrax - Dirty Honey - Amigo the Devil - Cold - Point North | - Disturbed - Mudvayne - Skillet - Flyleaf - Saliva - Orgy - Imperial Tide | - Machine Head - Shadows Fall - Biohazard - Lacuna Coil - Stabbing Westward - Gideon - Thrown - Fuming Mouth - Until I Wake | - Kerry King - August Burns Red - All That Remains - Soulfly - Gatecreeper - Spite - Bodysnatcher | - Insane Clown Posse - Apocalyptica - Miss May I - The Word Alive - Fleshwater - Moon Fever - TX2 |

| 10. Mai                                                                                               | | | | |
| Apex Stage                                                                                            | Octane Drift Stage                                                                                      | Inferno Stage | Vortex Stage | Garage Stage                                                                                                   |
| - Limp Bizkit - Falling in Reverse - In This Moment - Starset - Nonpoint - Flat Black - Powerman 5000 | - Jelly Roll - The Offspring - Koe Wetzel - Living Colour - Kim Dracula - Sleep Theory - Alien Ant Farm | - Mr. Bungle - Electric Callboy - Nitzer Ebb - Polaris - Kid Kapichi - Catch Your Breath - Lo Spirit - Kill the Robot | - In Flames - Slaughter to Prevail - Kittie - Mushroomhead - New Years Day - I See Stars - Imminence - Dying Wish | - Tech N9ne - The Amity Affliction - Currents - Kublai Khan TX - Harms Way - Rain City Drive - Citizen Soldier |

| 11. Mai | | |                                                                                         |                                                                                                   |
| Apex Stage | Octane Drift Stage                                                                                              | Inferno Stage | Vortex Stage                                                                            | Garage Stage                                                                                      |
| - Foo Fighters - Greta Van Fleet - Primus - Mammoth WVH - Reignwolf - Jehnny Beth - Nova Twins - Destroy Boys | - Queens of the Stone Age - A Day to Remember - Stone Temple Pilots - Royal Blood - The Struts - Taipei Houston | - Cypress Hill - L7 - Helmet - Frank Carter & The Rattlesnakes - Fire from the Gods - (hed)p.e. - Calva Louise - Vukovi - Hotbox | - Clutch - Baroness - All Them Witches - Red Fang - Austin Meade - Crobot - Tim Montana | - Code Orange - Drain - Terror - Stick to Your Guns - Scowl - The Chisel - Bad Nerves - Afterlife |

| 12. Mai                                                                           | |                                                                                                | | |
| Apex Stage                                                                        | Octane Drift Stage                                                                                              | Inferno Stage                                                                                  | Vortex Stage                                                                                       | Garage Stage |
| - Slipknot - Breaking Benjamin - Architects - Wage War - P.O.D. - Taproot - Adema | - Evanescence - Bad Omens - Theory of a Deadman - Sebastian Bach - Drowning Pool - Nita Strauss - Trust Company | - Sum 41 - Atreyu - The Chats - Magnolia Park - Bob Vylan - Militarie Gun - Gel - Stratejacket | - Black Veil Brides - Movements - Enter Shikari - SiM - Dead Poet Society - Plush - Return to Dust | - Polyphia - The Ghost Inside - Of Mice & Men - Fear Factory - While She Sleeps - Eva Under Fire - Blind Channel - Another Day Dawns |

### 2025
| 15. Mai                                                                                 |                                                                                            | | | |
| Apex Stage                                                                              | Octane Stage                                                                               | Inferno Stage                                                                                                  | Vortex Stage | Garage Stage                                                                                       |
| - Shinedown - Halestorm - Theory of a Deadman - Blue October - Evans Blue - Royale Lynn | - Rob Zombie - Three Days Grace - Trivium - Finger Eleven - Saving Abel - Smile Empty Soul | - Body Count - Arch Enemy - Gwar - Exodus - The Acacia Strain - Shadow of Intent - Frozen Soul - Gates to Hell | - Bullet for My Valentine - Asking Alexandria - We Came as Romans - From Ashes to New - Fit for a King - Until I Wake - Of Virtue - The Pretty Wild | - The Dillinger Escape Plan - Quicksand - Health - Converge - Full of Hell - Candy - Big Ass Truck |

| 16. Mai                                                                                           |                                                                                              | | | |
| Apex Stage                                                                                        | Octane Stage                                                                                 | Inferno Stage                                                                                                   | Vortex Stage | Garage Stage |
| - Green Day - Jimmy Eat World - New Found Glory - Bowling for Soup - Lit - Red Jumpsuit Apparatus | - Good Charlotte - Sublime - Bush - Candlebox - Everclear - Dorothy - Dexter & The Moonrocks | - Killswitch Engage - Jinjer - August Burns Red - Miss May I - Butcher Babies - Bleed from Within - As You Were | - Knocked Loose - Kublai Khan TX - Incendiary - Erra - Invent Animate - Boundaries - One Step Closer - Left to Suffer | - Underoath - Saosin - Silverstein - The Devil Wears Prada - Scary Kids Scaring Kids - Alesana - I Set My Friends on Fire |

| 17. Mai                                                                                       | | |                                                                                                 | |
| Apex Stage                                                                                    | Octane Stage | Inferno Stage                                                                                                | Vortex Stage                                                                                    | Garage Stage |
| - Linkin Park - Incubus - Beartooth - Taking Back Sunday - P.O.D. - Hoobastank - Sleep Theory | - Pierce the Veil - I Prevail - Hollywood Undead - Sleeping with Sirens - Of Mice & Men - Escape the Fate - Liliac | - Dayseeker - Bilmuri - The Plot in You - Set It Off - Real Friends - The Funeral Portrait - Nerv - Nevertel | - Mastodon - Acid Bath - Obituary - Municipal Waste - Nails - Havok - Dead Heat - Chained Saint | - Whitechapel - All Shall Perish - Attila - After the Burial - Emmure - Brand of Sacrifice - Upon a Burning Body - Angelmaker |

| 18. Mai                                                                               | | | | |
| Apex Stage                                                                            | Octane Stage                                                                                          | Inferno Stage | Vortex Stage | Garage Stage                                                                                             |
| - Korn - Marilyn Manson - Chevelle - Daughtry - Filter - Snot - The Union Underground | - Bad Omens - Mudvayne - Motionless in White - Sevendust - Chimaira - Dry Kill Logic - Return to Dust | - Chiodos - Hawthorne Heights - Memphis May Fire - Blessthefall - Attack Attack! - A Skylit Drive - Caskets - Wind Walkers | - Insane Clown Posse - Testament - The Black Dahlia Murder - Seven Hours After Violet - Fit for an Autopsy - Gatecreeper - Sanguisugabogg - Allt | - Power Trip - Deafheaven - Sunami - Pain of Truth - 200 Stab Wounds - Peeling Flesh - Bodybox - Mugshot |